# Signa
Signa ist eine italienische Gemeinde (comune)  mit 19.013 Einwohnern (Stand 31. Dezember 2023) in der Metropolitanstadt Florenz,  Region Toskana.

## Geographie
Signa liegt etwa 15 km westlich von Florenz an der Mündung des Flusses Bisenzio in den Arno. Der Fluss Ombrone Pistoiese bildet die westliche Grenze der Gemeinde zu Carmignano.
Ortsteile (frazioni) sind Lecore, San Mauro a Signa, Sant’Angelo a Lecore und San Piero a Ponti.
Die Nachbargemeinden sind Campi Bisenzio, Carmignano (PO), Lastra a Signa, Poggio a Caiano (PO) und Scandicci.

## Kultur und Sehenswürdigkeiten

### Museen
- Museo della Paglia e dell’Intreccio "D. Michelacci" – Museum zum Thema Strohverarbeitung, einem in Signa in der Vergangenheit bedeutenden Handwerk. Ein Produkt waren die bekannten Florentiner Strohhüte.

### Kirchen
- Chiesa di San Giovanni Battista – Pfarrkirche von Signa
- Chiesa di San Pietro – Kirche im Ortsteil Lecore
- Chiesa di Sant’Angelo – Kirche im Ortsteil Lecore
- Chiesa di San Mauro – Die Kirche im Ortsteil San Mauro ist seit dem 13. Jahrhundert dokumentiert. Ein Ziborium stammt aus der Werkstatt von Benedetto Buglioni. Eine Terrakottastatue (Madonna col Bambino tra San Jacopo minore e San Giovanni Evangelista) wird Luca d’Andrea della Robbia zugeschrieben.
- Chiesa di San Miniato (13. Jahrhundert)
- Chiesa di Santa Maria in Castello – Zuerst um das Jahr 879 erwähnte Kirche, im 19. Jahrhundert umgebaut
- Pieve di San Lorenzo – Pieve aus karolingischer Zeit (866) mit Fresken aus dem 14. Jahrhundert

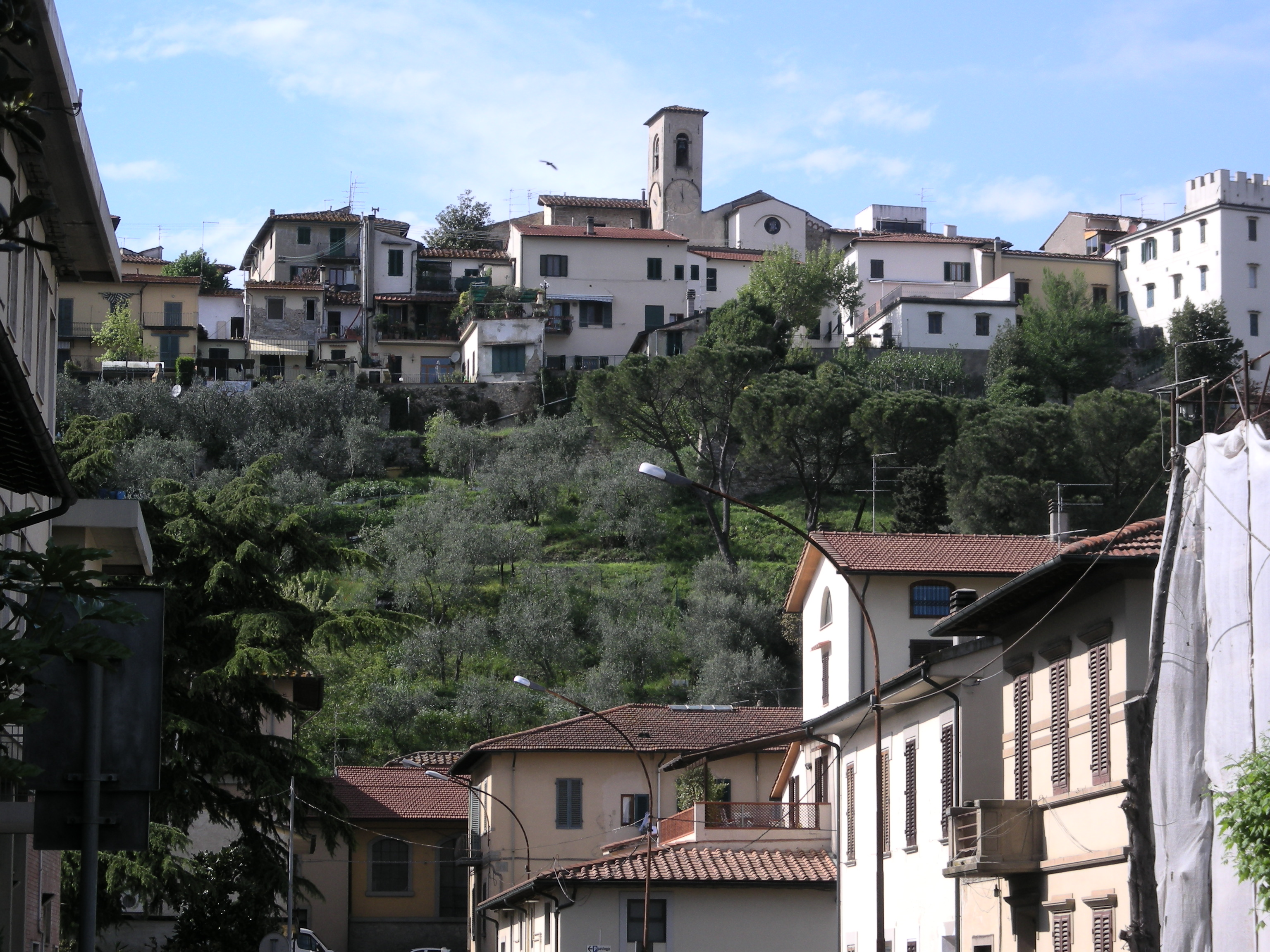
Blick aufs Castello
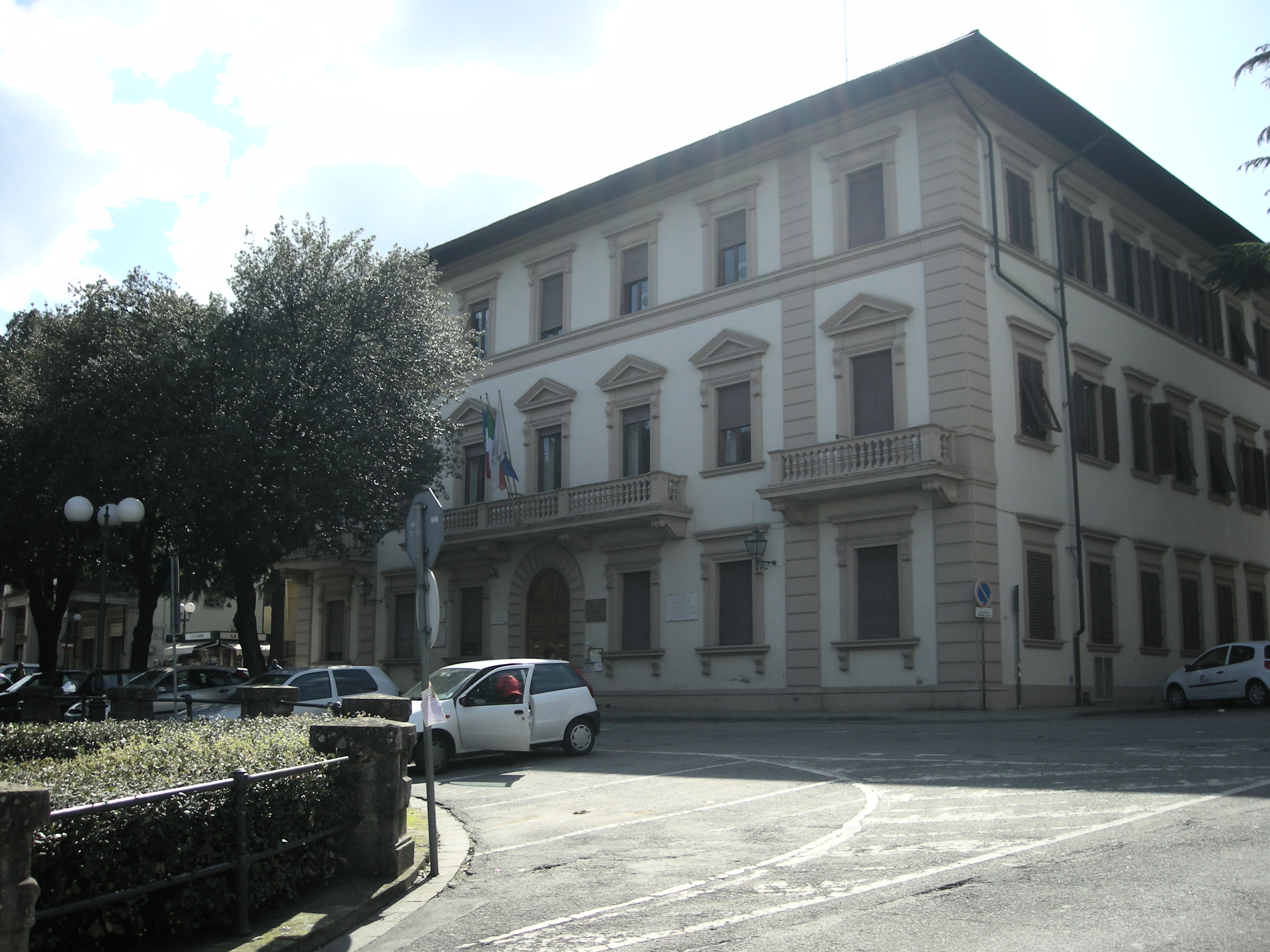
Municipio
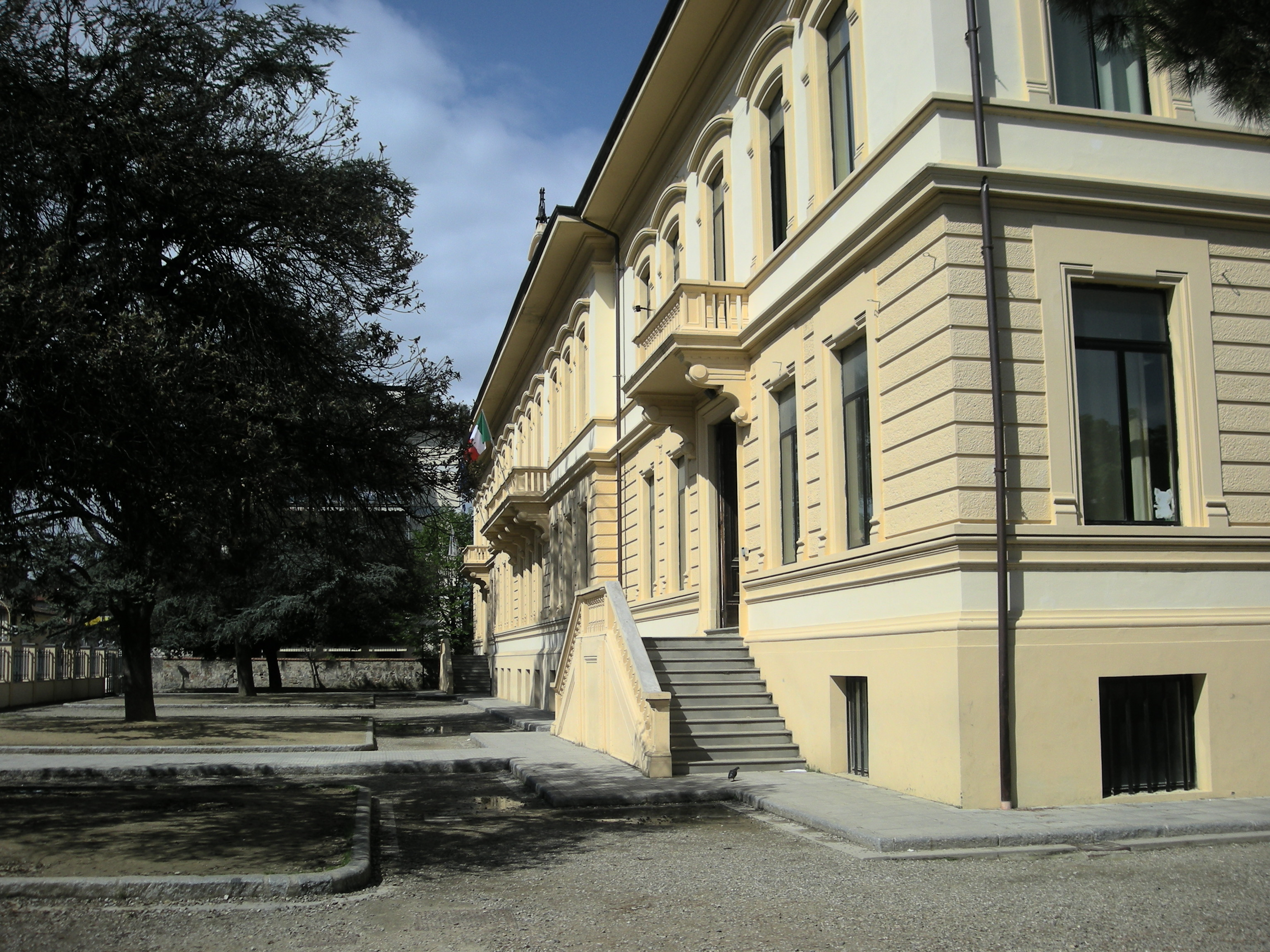
Grundschule
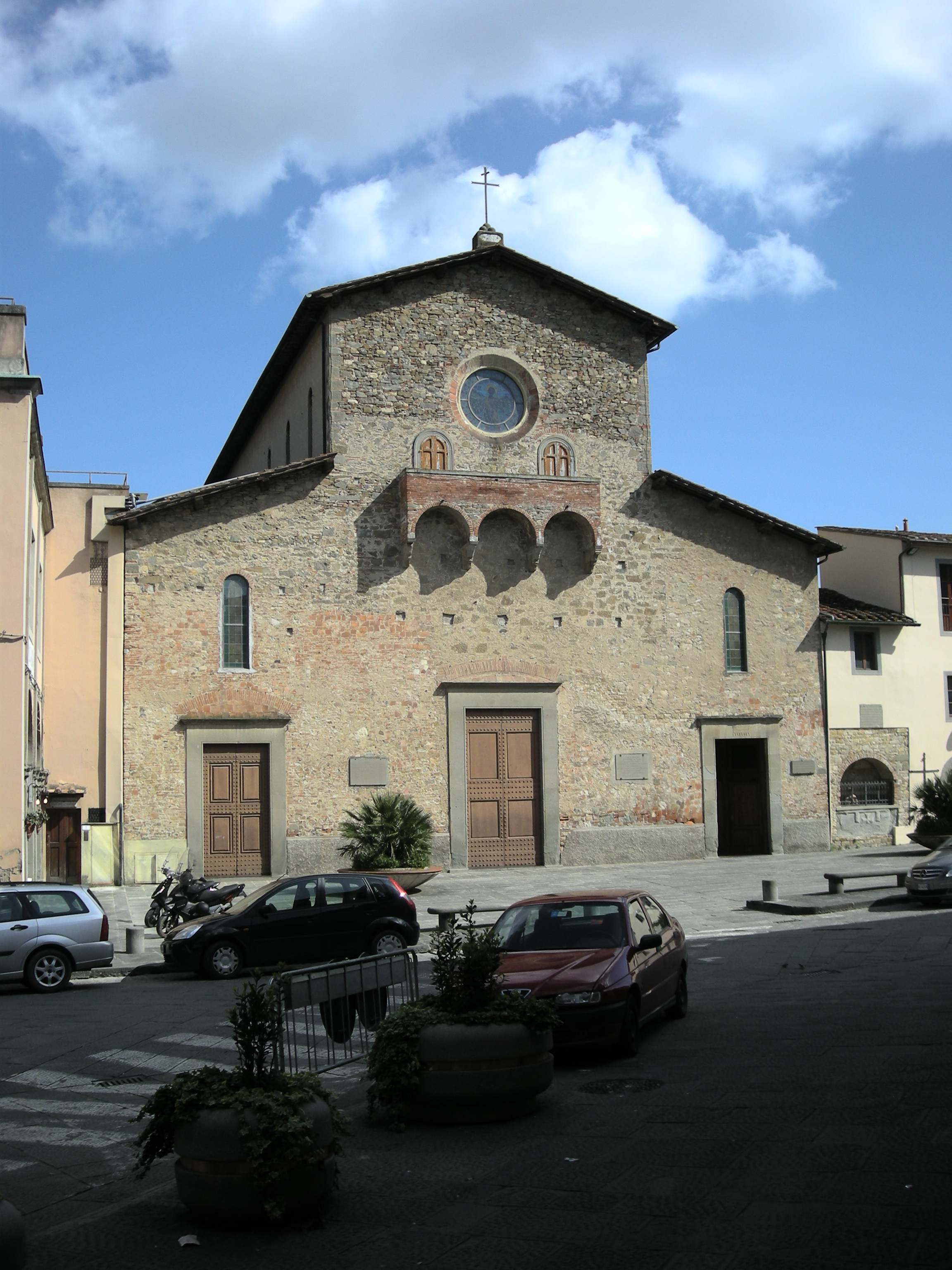
Kirche San Giovanni Battista
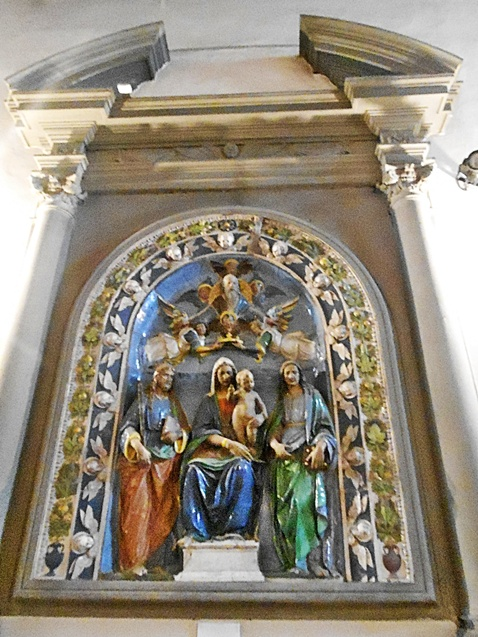
Kirche San Mauro, Madonna mit Kind
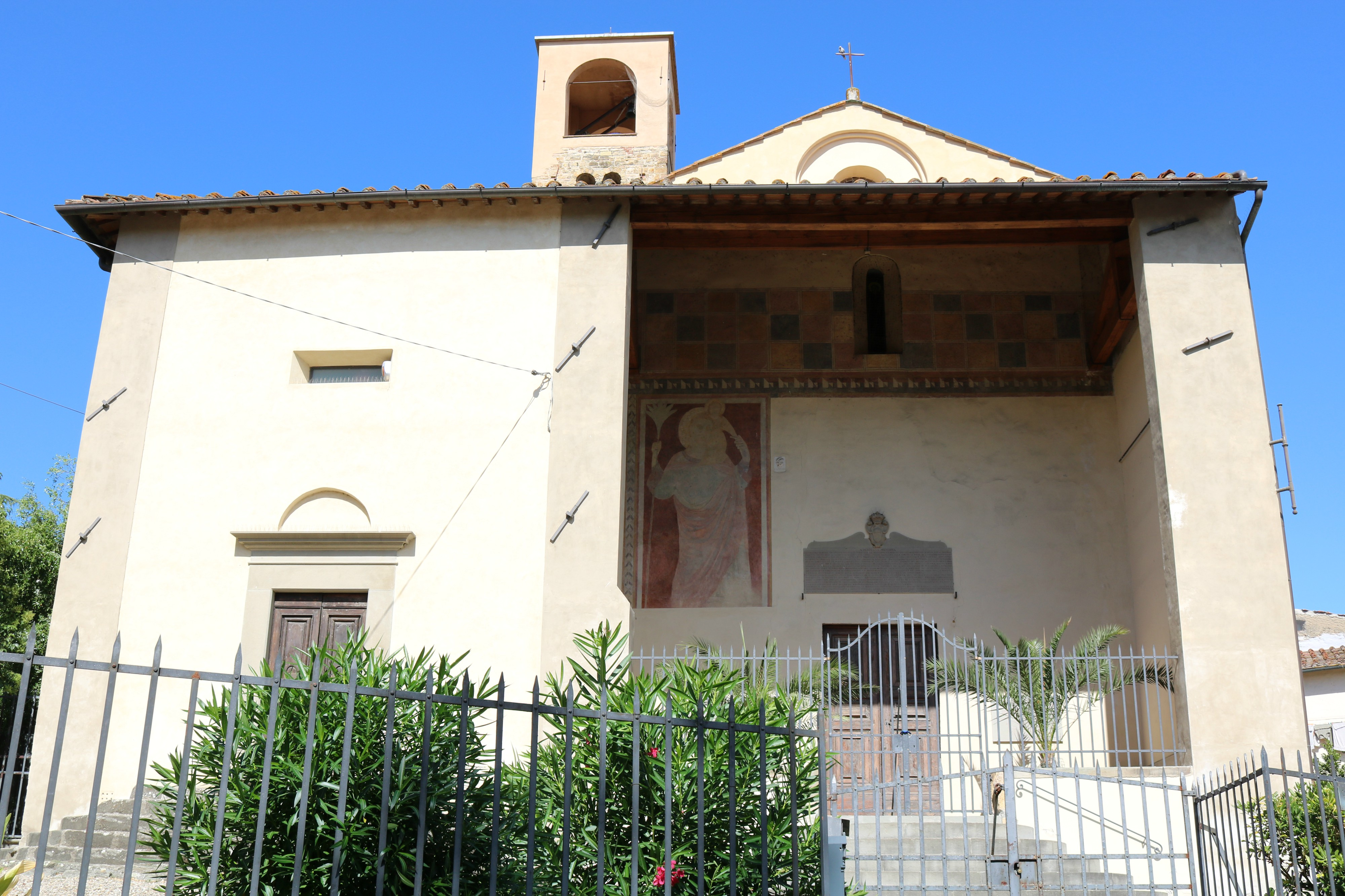
Pieve di San Lorenzo

## Städtepartnerschaften
- Maromme (Frankreich)
- Oberdrauburg (Österreich)
- Longobucco (Italien)
- Tifariti (Westsahara)

## Söhne und Töchter der Gemeinde
- Boncompagno da Signa (ca. 1170–1250), Grammatiker, Historiker und Literat
- Giovanna da Signa (Beata Giovanna) († 1307), Schutzheilige der Gemeinde
- Silvano Bertini (1940–2021), Boxer